# Chapman Grant
Chapman Grant (North Salem, 27 marzo 1887 – Escondido, 5 gennaio 1983) è stato un erpetologo statunitense.
Laureatosi al Williams College, si dedicò prevalentemente allo studio della fauna della regione caraibica. Descrisse numerose specie nuove alla scienza, tra cui la celebre iguana blu di Grand Cayman.